# Severnjača
Severnjača (lat. Polaris) je zvezda najbliža severnom nebeskom polu Zemlje (2006 godine je bila udaljena od njega 42'). Najsjanija je zvezda sazvežđa Mali medved (relativna magnituda 1,97), pa nosi i oznaku α  (α). Vidi se samo sa severne hemisfere, na kojoj je i cirkumpolarna. Zahvaljujući svom položaju na noćnom nebu kao i relativno lakoj uočljivosti, koristi se za orijentaciju. Od Zemlje je udaljena 430±30 svetlosnih godina.

## Komponente sistema
Zvezda severnjača predstavlja sistem sastavljen od 3 zvezde. Najsjanija je Polaris A, Cefeida  klase. Oko Polarisa A orbitiraju druge dve zvezde – bliža Polaris Ab i dalja Polaris B.
Polaris B je F3V klase i pripada glavnom nizu. Kreće se na oko 2400 AJ oko Polarisa A, tako da se može videti i relativno malim teleskopima. Otkrio ju je Vilhelm Heršel 1780. godine.
Postojanje Polarisa Ab je pretpostavljeno 1929. godine analizom spektra Polarisa A, a potvrđeno je 2006. nakon što je svemirski teleskop „Habl“ snimio sve tri komponente sistema. Polaris Ab se kreće na svega 18,5 AJ oko Polarisa A, zbog čega ju je teško razlučiti.
Novija istraživanja sugerišu da je ovaj trojni sistem zapravo deo razvejanog otvorenog zvezdanog jata sastavljenog od zvezda klasa A i F.

## Upotreba za orijentaciju
Severnjača je trenutno zvezda (odnosno zvezdani sistem) najbliža severnom nebeskom polu, zbog čega se može koristiti za orijentaciju. Severnjača rotira oko nebeskog pola po krugu prečnika 1°,5. Zbog precesije, zvezda koja pokazuje sever menja se kroz vreme, tako da je upotreba αUMi kao severnjače počela početkom nove ere i moći će se koristiti u tu svrhu još oko 2000 godina.
Međutim, kako Severnjača nije uvek bila ovako blizu severnog pola, radi preciznije orijentacije određivan je i položaj β i γ Malog medveda (Kohab i Ferkad). Radi lakšeg izvođenja korekcije, konstruisano je nekoliko instrumenata (Kortezov rog, nokturnal, polarni teleskop).

## Zvezdani sistem
Polaris Aa je evoluirani žuti superdžin spektralnog tipa F7Ib sa 5,4 solarne mase (M☉). To je prva klasična cefeida čija je masa određena iz orbite. Dva manja pratioca su Polaris B, zvezda glavne sekvence veličine 1.39 M☉ F3 koja kruži na udaljenosti od 2400 astronomskih jedinica (AJ), i Polaris Ab (ili P), veoma bliska zvezda glavne sekvence F6 sa masom od 1,26 M☉. Polaris B se može uočiti skromnim teleskopom. Vilijam Heršel je otkrio zvezdu u avgustu 1779. koristeći sopstveni reflektujući teleskop, jedan od najboljih teleskopa tog vremena. U januaru 2006. NASA je objavila slike sa teleskopa Habl, koje pokazuju tri člana Polaris ternarnog sistema.
Promenljivu radijalnu brzinu Polarisa A izvestio je V. V. Kampbel 1899. godine, što je sugerisalo da je ova zvezda binarni sistem. Pošto je Polaris A poznata promenljiva cefeida, J. H. Mur je 1927. pokazao da su promene u brzini duž linije vida posledica kombinacije četvorodnevnog perioda pulsiranja u kombinaciji sa mnogo dužim orbitalnim periodom i velikim ekscentricitetom od oko 0,6. Mur je objavio preliminarne orbitalne elemente sistema 1929. godine, dajući orbitalni period od oko 29,7 godina sa ekscentricitetom od 0,63. Ovaj period je potvrđen studijama pravilnog kretanja koje je izveo B. P. Gerasimovič 1939. godine.
Kao deo svoje doktorske teze, E. Roemer je 1955. godine koristila podatke o radijalnoj brzini da izvede orbitalni period od 30,46 i za sistem Polaris A, sa ekscentrikom od 0,64. K. V. Kamper je 1996. godine proizveo rafinisane elemente sa periodom od 29,59±0,02 years godine i ekscentricitetom od 0,608±0,005. U 2019. godini, studija R. I. Andersona dala je period od 29,32±0,11 godina sa ekscentricitetom od 0,620±0,008.
Nekada se smatralo da postoje dve šire odvojene komponente — Polaris C i Polaris D — ali se pokazalo da one nisu fizički povezane sa Polaris sistemom.

## Spoljašnje veze
Mediji vezani za članak Severnjača na Vikimedijinoj ostavi